# Avellaneda (La Rioja)
Avellaneda es un despoblado del municipio de San Román de Cameros en La Rioja (España).
Avellaneda de Cameros fue incluida en 1366 en el Señorío de Cameros, otorgado por Enrique II a Juan Ramírez de Arellano hasta 1811, junto a San Román de Cameros, ayuntamiento al que pertenecía. Sus gentes se dedicaron principalmente a la ganadería. 
Llegó a contar con un centenar de habitantes durante el siglo XIX. Sufrió con más fuerza que el resto de localidades de la zona el proceso de despoblación, que se vio acentuado al no llegar hasta esta aldea la luz eléctrica ni el agua corriente.  Muchos habitantes emigraron a Chile y Argentina, siendo benefactores de las fiestas y de la construcción de la escuela. 
En 1887 llegó a tener 92 habitantes, pero en 50 años vio caer esa cifra a la mitad. En 1965 Avellaneda vio nacer a la última persona y en 1972 el pueblo se quedó deshabitado en cuanto se marchó la última persona que vivió aquí.

## Accesos
Se accede desde Vadillos por la LR-464, por una carretera asfaltada en mal estado. Sin embargo, durante el trayecto desde Vadillos se pueden contemplar paisajes de una extraordinaria belleza.

## Patrimonio
Aunque actualmente el pueblo está en ruinas, y hace difícil imaginar su arquitectura, hasta los años 70 su patrimonio arquitectónico contaba con:
- Iglesia de Santiago Apóstol: ahora en ruinas, construida en mampostería con techumbre a dos aguas, aproximadamente del siglo XVII y tenía un retablo barroco con imágenes de San José del siglo XVIII.[1] Junto a ella se conserva el pequeño cementerio cerrado por una puerta de hierro.
- Escuela de primeras letras: donada por emigrantes de Avellaneda en Chile.
- El lavadero.
- Un horno de uso común: A diferencia de otros pueblos de la zona que contaban con hornos en todas las casas (Valdeosera) o en otros que había varios hornos privados, en Avellaneda había uno comunal de todos los vecinos.
- La Fuente de la Churrunchina: a 1 km del pueblo en el camino al Hayedo de Monte Real. Se conserva en buen estado con una placa de losa.
- Mina: frente al pueblo, al otro lado del río y a los pies del Hayedo, existió una mina actualmente cerrada de la que se extraía cobre.

## Fiestas
- 1 de mayo: Bendición y subida a Las Cruces en el término de los “Cantalares” donde se comen 12 huevos cocidos. Tradición que se sigue manteniendo por algunos descendientes y amigos del pueblo.
- 25 de julio: Día de Santiago, patrón del pueblo.